# Twarda
Twarda [pronunciación en polaco: /ˈtfarda/] es un pueblo ubicado en el distrito administrativo de Gmina Tomaszów Mazowiecki, dentro del Condado de Tomaszów Mazowiecki, Voivodato de Łódź, en Polonia central. Se encuentra aproximadamente a 8 kilómetros al sur de Tomaszów Mazowiecki y a 54 kilómetros al sureste de la capital regional Łódź.